# Bisdom Orizaba
Het bisdom Orizaba (Latijn: Dioecesis Orizabensis) is een rooms-katholiek bisdom met als zetel Orizaba, in Mexico. Het bisdom is suffragaan aan het aartsbisdom Jalapa. 

## Geschiedenis
Het bisdom werd opgericht op 15 april 2000, uit delen van het aartsbisdom Jalapa.

## Parochies
Het bisdom had in 2021 een oppervlakte van 2.012 km2 en telde 745.220 inwoners waarvan 89,5% rooms-katholiek was.

## Bisschoppen
- Hipólito Reyes Larios (15 april 2000 - 10 april 2007)
- Marcelino Hernández Rodríguez (23 februari 2008 - 11 november 2013)
- Francisco Eduardo Cervantes Merino (2 februari 2015 - heden)

Jalapa (aartsbisdom) · Coatzacoalcos · Córdoba · Orizaba · Papantla · San Andrés Tuxtla · Tuxpan · Veracruz